# 天主教花蓮教區
天主教花蓮教區是天主教會在台灣東部設置的教區，成立於1963年，涵蓋範圍包括花蓮縣、台東縣等東部縣市。現任教區主教為黃兆明，榮休輔理主教為曾建次，教區內共有約55位神父及120位修女服務。由於東台灣的原住民比例較高，故本教區的教友以原住民居多。

## 沿革
1949年12月31日，聖座將台灣的天主教會劃為台北宗座監牧區、高雄宗座監牧區兩大管區，台灣東部分屬兩個宗座監牧區管轄。1952年8月7日，台灣的聖統制度正式建立，聖座將東部地區的花蓮縣及台東縣獨立出來，改設置花蓮宗座監牧區，由法籍的天主教營口教區主教費聲遠擔任宗座監牧。1963年7月15日，聖座正式將花蓮宗座監牧區升格為正式教區，原任宗座監牧的費聲遠主教成為教區首任主教，領署理之銜。花蓮教區正式成立。
在歷任主教及巴黎外方傳教會等外籍修會的努力之下，使許多原住民領洗成為教友，更讓東台灣成為全台少數天主教徒占人口比例較高的地區之一。1998年5月22日，教宗若望保祿二世任命卑南族的曾建次神父擔任花蓮教區輔理主教，同年8月29日正式就職，成為第一位原住民族籍的主教。

## 堂區
花蓮教區目前共管轄47個堂區、143個兼管區（非獨立堂區）。此外，整個教區另劃分為10個總鐸區與牧靈區，其中總鐸區由區內各堂區的主任司鐸之中選出一位總鐸，以利於教務管理，並作為各堂區與教區之間的連繫橋樑。

### 花蓮市總鐸區
- 進教之佑主教座堂（花蓮縣花蓮市；美崙天主堂）
- 耶穌聖心堂（花蓮縣花蓮市；北濱天主堂）[2]
- 聖方濟沙勿略堂（花蓮縣花蓮市；佐倉天主堂）
- 聖保祿堂（花蓮縣花蓮市；民國路天主堂）
- 聖方濟亞西西天主堂（花蓮縣花蓮市；德安天主堂）
- 聖母聖心堂（花蓮縣吉安鄉；田埔天主堂）
- 基督君王堂（花蓮縣壽豐鄉；壽豐天主堂）

### 秀林總鐸區
- 聖母元后堂（花蓮縣新城鄉；新城天主堂）
- 聖若瑟堂（花蓮縣新城鄉；嘉里天主堂）
- 聖母升天堂（花蓮縣秀林鄉；秀林天主堂）
- 聖彌額爾堂（花蓮縣秀林鄉；銅門天主堂）
- 聖伯納堂（花蓮縣秀林鄉；崇德天主堂）

### 光復總鐸區
- 耶穌聖心堂（花蓮縣鳳林鎮；鳳林天主堂）
- 聖母諸惠中保堂（花蓮縣光復鄉；富田天主堂）
- 聖保祿歸化堂（花蓮縣光復鄉；馬太鞍天主堂）

### 玉里牧靈區
- 耶穌君王堂（花蓮縣瑞穗鄉；瑞穗天主堂）
- 吾樂聖母堂（花蓮縣瑞穗鄉；富民天主堂）
- 七苦聖母堂（花蓮縣萬榮鄉；馬遠天主堂）
- 天主聖母堂（花蓮縣萬榮鄉；萬榮天主堂）
- 聖女德蘭堂（花蓮縣萬榮鄉；紅葉天主堂）
- 聖母玫瑰堂（花蓮縣玉里鎮；玉里天主堂）
- 聖母領報堂（花蓮縣玉里鎮；春日天主堂）
- 露德聖母堂（花蓮縣玉里鎮；東豐天主堂）
- 露德聖母堂（花蓮縣卓溪鄉；卓溪天主堂）
- 聖安德堂（花蓮縣富里鄉；富里天主堂）

### 濱海牧靈區
- 聖母堂（花蓮縣豐濱鄉；豐濱天主堂）
- 聖家堂（台東縣長濱鄉；長濱天主堂）
- 聖若望堂（台東縣蘭嶼鄉；紅頭天主堂）

### 台東市總鐸區
- 中華殉教烈士堂（台東縣台東市；福建路天主堂）
- 宗徒之后堂（台東縣台東市；寶桑路天主堂）
- 聖若瑟堂（台東縣台東市；馬蘭天主堂）

### 卑南牧靈區
- 聖德範堂（台東縣台東市；南王天主堂）
- 聖母無原罪堂（台東縣台東市；知本天主堂）
- 東興天主堂（台東縣卑南鄉）
- 初鹿天主堂（台東縣卑南鄉）

### 關山牧靈區
- 救世主堂（台東縣關山鎮；鹿野天主堂）
- 聖保祿堂（台東縣延平鄉；桃源天主堂）
- 聖母堂（台東縣關山鎮；關山天主堂）
- 善牧堂（台東縣池上鄉；池上天主堂）

### 成功牧靈區
- 耶穌君王堂（台東縣東河鄉；都蘭天主堂）
- 聖嘉俾額爾堂（台東縣東河鄉；東河天主堂）
- 小德蘭堂（台東縣東河鄉；泰源天主堂）
- 中華聖母堂（台東縣成功鎮；成功天主堂）
- 和平之后堂（台東縣成功鎮；宜灣天主堂）

### 大武牧靈區
- 聖加祿堂（台東縣太麻里鄉；太麻里天主堂）
- 聖若瑟堂（台東縣太麻里鄉；金崙天主堂）
- 聖母堂（台東縣大武鄉；大武天主堂）

## 歷任首牧

### 花蓮宗座監牧區宗座監牧
| 任 | 中文姓名                        | 英文姓名 | 任期                        |
| 1  | 費聲遠主教 （營口教區主教兼任） |          | 1952年8月7日－1963年7月15日 |

### 天主教花蓮教區主教
| 任       | 中文姓名    | 英文姓名 | 任期                           |
| 宗座署理 | 費聲遠主教  |          | 1963年7月15日－1973年7月15日   |
| 1        | 賈彥文主教  |          | 1974年12月14日－1978年11月15日 |
| 2        | 單國璽 主教 |          | 1979年11月15日－1991年3月4日   |
| 3        | 錢志純 主教 |          | 1992年1月23日－2001年11月19日  |
| 4        | 黃兆明主教  |          | 2001年11月19日－迄今           |

## 教區各單位

### 主教公署
花蓮教區的最高統轄機構為花蓮教區主教公署，本部位於本部位於「天主教花蓮教區中心」(花蓮縣花蓮市中美路168號)，與主教座堂共用同一建築，並於台東市設有辦事處。主教公署內設秘書長、教區參議等職務，總主教公署之下共設有8個委員會、司鐸諮議會、教區法庭、原住民牧靈區等單位，共同肩負起教區內教務的運作。

### 相關機構
| 教區附屬修道機構 - 花蓮市聖若瑟修院 - 聖瑪爾大女修會 各級學校： - 花蓮縣私立海星高級中學 - 台東縣私立公東高級工業職業學校 - 花蓮市私立海星國民小學 牧靈機構： - 花東新聞雜誌社 - 花蓮市保祿牧靈中心 - 鹽寮簡樸靈修中心 - 台東市貞德文教中心 | 社福機構： - 天主教聲遠之家 - 小樹之家 - 財團法人天主教仁愛啟智中心 - 善牧基金會太巴塱關懷中心 - 台東市救星教養院 - 花蓮縣富里鄉安德啟智中心 - 關山聖十字療養院 - 天主教希望職工中心 - 台東市聖母醫院 |

### 腳註
1. ↑  此為在中華民國內政部登記在案的宗教財團法人名稱。
2. ↑  . 黑水博物館.

### 書目
- 《台灣天主教手冊》2012年版，台灣地區主教團秘書處編譯，天主教教務協進會出版社出版

### 網站
- Giga-Catholic Information - Diocese of Hwalien 花連, Taiwan （页面存档备份，存于）

## 外部連結
- 花蓮教區 （页面存档备份，存于）